# マーカス・ゲイル
マーカス・ゲイル（Marcus Anthony Gayle、1970年9月27日 - ）は、ジャマイカの元サッカー選手。元ジャマイカ代表。ポジションはディフェンダー。

## 来歴
1998年2月に1998 CONCACAFゴールドカップでジャマイカ代表デビュー。1998 FIFAワールドカップにも出場した。2000年までに18試合に出場、3得点をあげた。

## 代表歴

### 出場大会
- ジャマイカ代表
  - 1998 FIFAワールドカップ

### 試合数
- 国際Aマッチ 18試合 3得点（1998年-2000年）[1]

| ジャマイカ代表 | 国際Aマッチ | 国際Aマッチ |
| 年             | 出場        | 得点        |
| -------------- | ----------- | ----------- |
| 1998           | 9           | 1           |
| 1999           | 6           | 2           |
| 2000           | 3           | 0           |
| 通算           | 18          | 3           |